# Harald Kayser
Harald Hartvig Kayser (6. marts 1817 – 10. oktober 1895) var en dansk tømrermester og politiker. Han var formand for Københavns Borgerrepræsentation 1863-1873 og medlem af Folketinget 1854-1864 og af Landstinget 1871-1895. Han var far til Olaf Kayser.

## Ungdom og uddannelse
Han blev født i København og var broder til læge og statsøkonom Carl Johan Henrik Kayser. Hjemmet, hvorfra de udgik, var stærkt trykket af de dårlige tider, men flittigt og nøjsomt, og Kayser tog tidlig disse egenskaber i arv. Da han efter sin konfirmation (1831) kom i tømmerlære, arbejdede han så ihærdigt, også uden for den almindelige arbejdstid, at han 4 år efter selv kunne bestride udgifterne ved at blive svend. Han skaffede sig nu undervisning i matematik, og da han over for sine omgivelser ønskede at få ligesom et bevis for sine kundskaber, indstillede han sig 1837 til den polytekniske eksaminandeksamen og fik den, skønt han kun havde forberedt sig i sin fritid. Han ophørte nu at arbejde som tømrersvend, blev en ganske søgt matematiklærer og (fra 1838) desuden tegnelærer ved en af Kunstakademiet oprettet søndagsundervisning. 1842 tog han polyteknisk eksamen i mekanik, men hans mål, at blive tømrermester i København, måtte endnu udsættes noget. Foreløbig kom han til Norge, hvor han i vinteren 1842-43 vikarierede som lærer ved Christiania tegneskoles bygningsklasse for J.H. Nebelong, medens denne var i udlandet, og i november 1843 blev han den første lærer, som antoges af det nyoprettede tekniske Institut i København. Han underviste her i tegning og holdt foredrag over matematik, hvad der lod ham udgive 2 små matematiske vejledningsbøger (1844, 1847). Først 1845 nåede han at etablere sig som tømrermester, ved hvilken lejlighed han, skønt polyteknisk kandidat, ikke slap for at gøre et mesterstykke og afholde forskellige af de udgifter, som han i et lille anonymt skrift (Om de nuværende Mesterprøver i Haandværkslavene) året før havde udtalt sig imod. 1845 fik han tillige det første af sine senere så talrige tillidshverv: han blev medlem af kontrolkomiteen for Fredens Mølles Fabrikker, hvad han var til 1890, den længste tid som formand. Hans altid klare, taktfulde og dygtige måde at optræde på begyndte at gøre sig gældende. 1847 blev han medlem af Industriforeningens repræsentantskab og allerede året efter dens formand. 1848 står i det hele som et mærkeår i hans liv. I februar valgtes han ind i Borgerrepræsentationen, i maj blev han, som nævnt, formand i Industriforeningen og i oktober medlem af den grundlovgivende rigsforsamling, ligesom det endnu kan nævnes, at han i juni blev sekondløjtnant i Brandvæsenet, som han var knyttet til fra 1835-64. Den hidtil ubekendte tømmermester begyndte at blive en betydende person. Ved Kunstakademiet fik han en nyoprettet stilling som docent i matematik og konstruktionslære (1853-64).

## Indtræden i politik
Efter hele hans udvikling er det naturligt, at han ved valget til den grundlovgivende rigsforsamling stillede sig som nationalliberal, men desuagtet anbefaledes hans valg – hvad der var enestående – også fra den demokratiske side, og der er da næppe tvivl om, at han kunne have opnået valg også til Rigsdagen, hvis han havde stillet sig. Men han undlod det. Han følte sig mindre draget af virksomheden i Rigsdagssalen end i Københavns Borgerrepræsentation, hvor hans kommunale interesse i forbindelse med hans praktiske indsigt og utrættelige arbejdsomhed hurtigt skaffede ham en indflydelsesrig stilling, således som det eksempelvis kan oplyses ved, at han som et endnu forholdsvis ungt medlem under koleraepidemien i København 1853 fik sæde i den overordentlige sundhedskommission, som da oprettedes. Hans betydning voksede i det hele så stærkt, at han i 1863 valgtes til Borgerrepræsentationens formand, hvad han var til 1873 og derefter endnu 1884-85, da den senere formand, højesteretsadvokat Christian Severin Henrichsen, pludselig var afgået ved døden. Fra 1875-94 var han næstformand i forsamlingen, som i 1888 i levende påskønnelse af hans lange og dygtige virksomhed lod hans billede male. I længden fik han imidlertid ikke lov til at stå uden for politikken. I det bevægede år 1854 kaldte det nationalliberale parti på ham, og fra 1854-64 havde han nu for Christianshavn sæde i Folketinget. Så trådte han igen tilbage, til han 1871 blev kongevalgt medlem af Landstinget. Og også på tinge lærte man hurtig at sætte pris på ham. I Folketinget var han så godt som uafbrudt medlem af Finansudvalget, i Landstinget var han en tid den ene af dets næstformænd, og fra 1879 har det stadig valgt ham til medlem af Rigsretten.

## Virke i Industriforeningen
Særlig betydning har hans stemme haft ved alle byggeforetagender, bl.a. da ved behandlingen af Københavns byggelove af 1856, 1871 og 1889. Men her stå vi også ved et københavnsk forhold, som han omfattede med stor interesse. På given foranledning oplyste og fortolkede han de 2 førstnævnte love i Industriforeningens tidsskrift, og som medlem af Københavns bygningskommission (1857-85) deltog han i reguleringen af deres praktiske anvendelse. Det skal også nævnes, at han i 1857 i overensstemmelse med, hvad han havde udtalt i sin bog fra 1844, stemte for Næringsloven, der bl.a. fandt støtte i Industriforeningen, til hvis styrende kreds han hørte indtil 1866, fra 1857-63 som næstformand efter endog 2 gange at have været formand, 1848-51 og 1853-57.
Industriforeningen er i det hele et godt vidne om hans rolige, men altid uafbrudte og frugtbringende arbejde. I hans tid fik den nye love og sin egen ejendom, ikke at tale om, at den for første gang kom til at medvirke ved Danmarks deltagelse i en verdensudstilling. Hvad der dog særlig præger hans virksomhed her, er hans forhold til håndværkerundervisningen; hans mangeårige lærergerning førte det naturlig med sig. I et af foreningen 1847 nedsat udvalg til fremme af søndagsmøder for unge håndværkere valgtes han til formand, og i alle foreningens senere skridt for sagens udvikling tog han ivrig del, hvad der førte til, at Indenrigsministeriet i 1859 valgte ham til dets delegerede i bestyrelsen for teknisk institut, hvis formand han var 1872-74. I Det tekniske Selskabs Skole, der 1876 afløste Det tekniske Institut, stod han som næstformand 1876-82, og dette næstformandskab var fra 1879 på grund af gehejmeråd C.C. Halls sygdom et fungerende formandskab, bl.a. ved indvielsen af skolens nye bygning i 1881.

## Tillidsposter
Som det heraf vil ses, har Kaysers liv været en uafbrudt virksomhed, og rækken af de ham betroede hverv kan endda forøges ganske betydelig. 1873-82 var han således en af de 3 direktører for Frederiks Hospital, 1874-83 er han medlem af Københavns overligningskommission, 1864-93 kontrolkommitteret i Nye Danske Brandforsikringsselskab, som han var medstifter af, osv. Og han var desuden medlem af Overformynderiets lånebestyrelse (fra 1872), direktør i Københavns Brandforsikring (fra 1885), borgerlig værge for Vor Frue Kirke (fra 1889) samt medlem af en række mere private bestyrelser, f.eks. for Den letterstedtske Forening, Efterslægtselskabets Skole, Fængselsselskabet i København, Kjøbenhavns Handelsbank, Nørrebros Sporvejsselskab, De forenede Oplagspladser og Værfter osv. Overalt har man ønsket hans hjælp, overalt har han ydet et arbejde, og så har han endda altid været særlig virksom i alt, hvad der vedrører den sønderjyske sag og på en ejendommelig, intensiv måde vidst at gøre vel i vide kredse så vel direkte som f.eks. gennem Københavns Understøttelsesforening, i hvis hovedbestyrelse han stadig har haft sæde. Hans livs lykkelige udvikling i forbindelse med den ham givne store arbejdsevne lod ham tidlig føle det som en pligt villig at træde til, hvor hans medborgeres tillid kaldte ham, således at han for samvittighedsfuldt at kunne udrette alt, hvad der herved kom til at påhvile ham, lod det blive skik hos sig at tage endog meget tidlige morgentimer til hjælp. Men så er han på den anden side heller ikke nogetsteds, selv ikke i indflydelsesrige stillinger, blevet længere, end han følte, at han gjorde den vedkommende institution virkelig nytte. Kayser står som en fuldt ud sympatisk og helstøbt personlighed i sin humane tænkemåde, bramfri pålidelighed og utrættelige virksomhed. Da han 1895 havde været 50 år borger i København, fejredes han på forskellig måde, bl.a. optog Københavns Tømmerlaug ham som æresmedlem.
1885 blev han Kommandør af Dannebrog af 2. grad og 1892 af 1. grad. 28. maj 1850 ægtede han Birgitte Alette Elisabeth Arctander (f. 1. februar 1828), datter af fuldmægtig i Nationalbanken Vilhelm August Arctander og Caroline Vilhelmine Christiane Margrethe f. von Linstow. Kayser døde 10. oktober 1895.
Som tømrermester kom han bl.a. til at bebygge området mellem Tulipangade (nu: Suensonsgade) og Meriansgade (nu: Gernersgade) i København. Dette byggeri med korridorlejligheder blev først nedrevet i 1970'erne, og det sociale boligbyggeri, tegnet af arkitektbrødrene Ib & Jørgen Rasmussen, som afløste Kaysers bygninger, kom til at bære navnet Kaysergården. Kaysergården er i dag en særdeles eftertragtet bebyggelse på grund af dens smukke udseende og beliggenheden med Nyboder som nabo.
Kaysersvej i Gentofte blev i 1915 opkaldt efter ham samt sønnen Olaf, der ejede Fasanholmen ved Bernstorffsvej.